# 혼다 시빅
혼다 시빅(Honda Civic)은 일본의 혼다에서 제작하는 전륜구동 준중형 승용차로, 1972년 출시 이래 현재 10세대 차량이 출시되었다. 대한민국에서는 2006년에 출시되었다. 일본 자동차 회사들이 미국에 출시한 차종 중에서는 토요타 코롤라 다음으로 긴 수명을 갖고 있다.
같은 플랫폼을 쓰는 대표적인 차종으로는 혼다 CR-V가 있다.

## 1세대

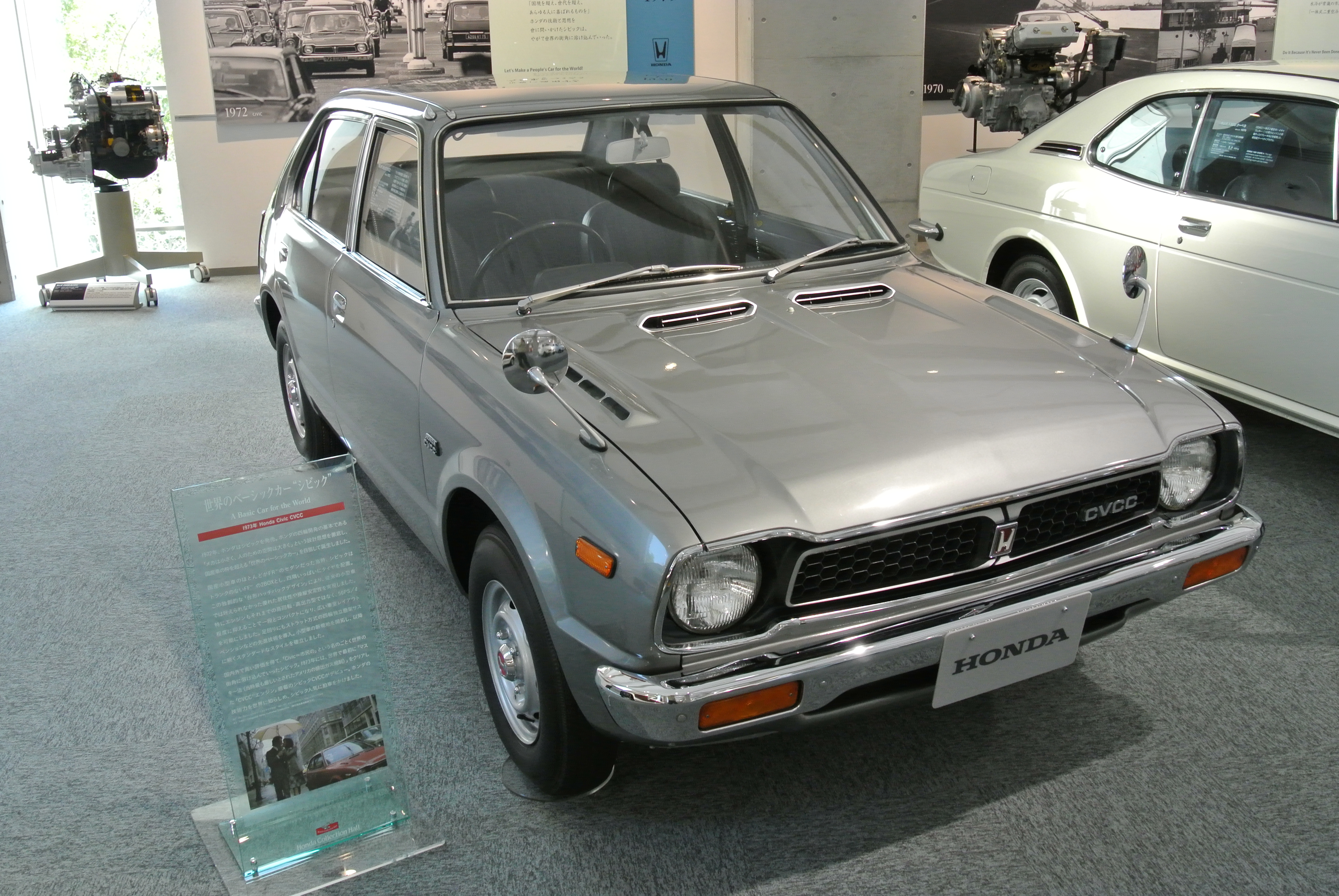
혼다 시빅 정측면

전작인 N360에서의 공냉식 엔진이 쓴 맛을 봤기 때문에, 수냉식 엔진으로 변경하였다. 출시 직전 유류 파동이 일어나는 바람에 연비가 훌륭한 차들의 수요가 늘어났는데, 1960년대부터 혼다에서 자체 개발한 CVCC 엔진을 장착하여 새로운 배기 가스 기준에 합격했고, 높은 퀄리티와 연비는 시빅이 미국 시장에서 성공할 수 있도록 만들어 주었다.

## 2세대

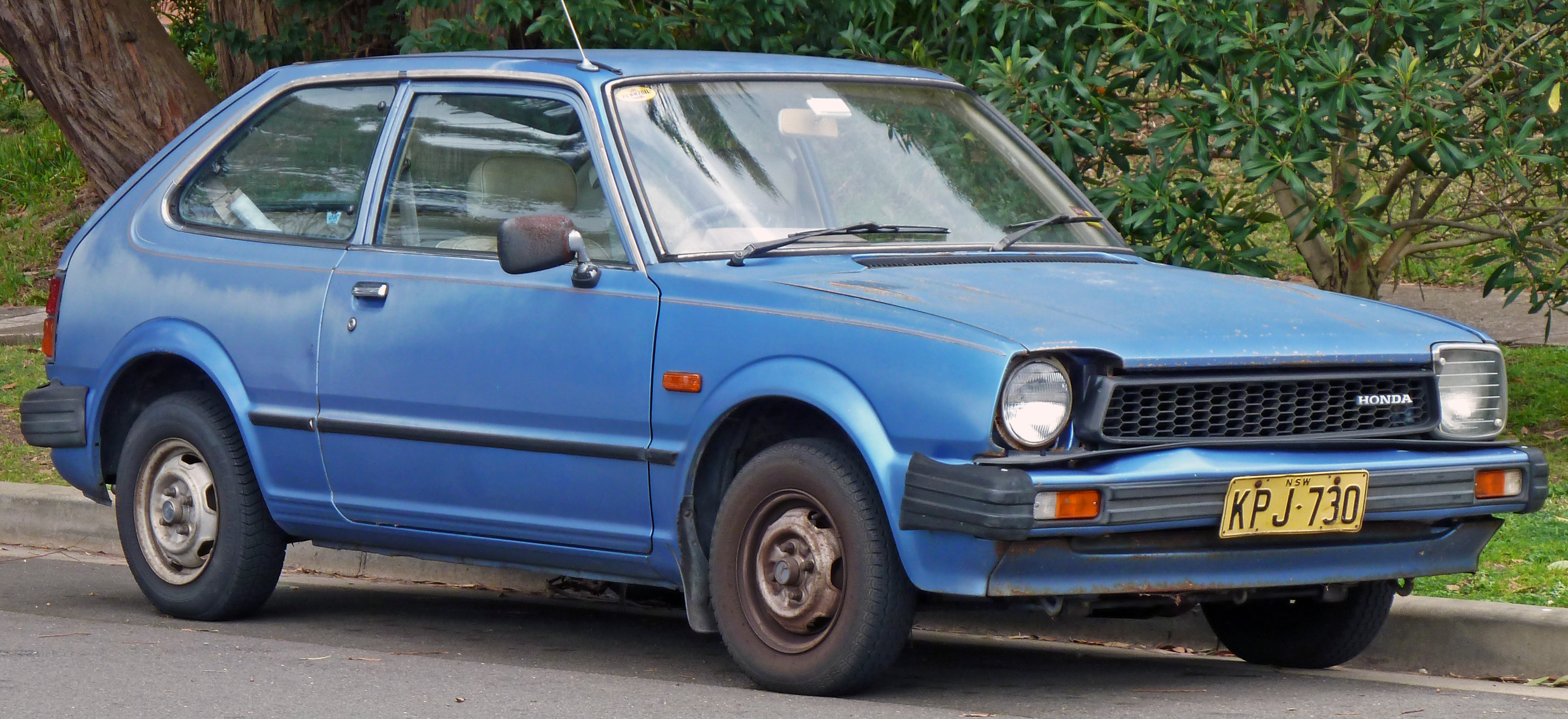
혼다 시빅 정측면

차체 크기가 커졌고, 1,500cc 엔진이 장착되었다. 4도어 세단이 출시되었고, 3단 자동변속기가 기존의 2단 자동변속기를 대체했다.

## 3세대

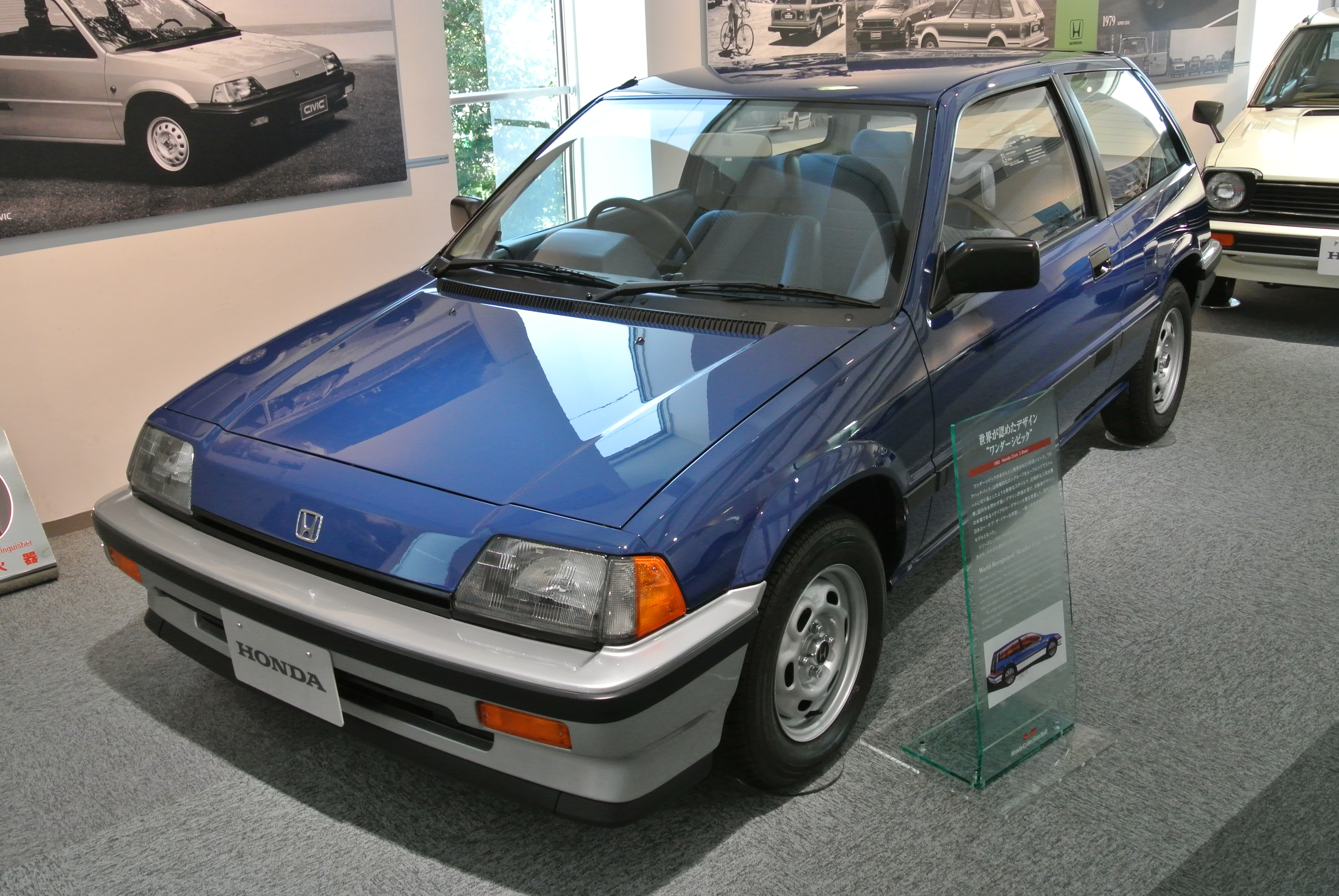
혼다 시빅 정측면

혼다에서는 처음으로 일본 올해의 차를 수상했고, 3도어 해치백은 1984년에 일본 굿 디자인 대상을 수상하였다.

## 4세대

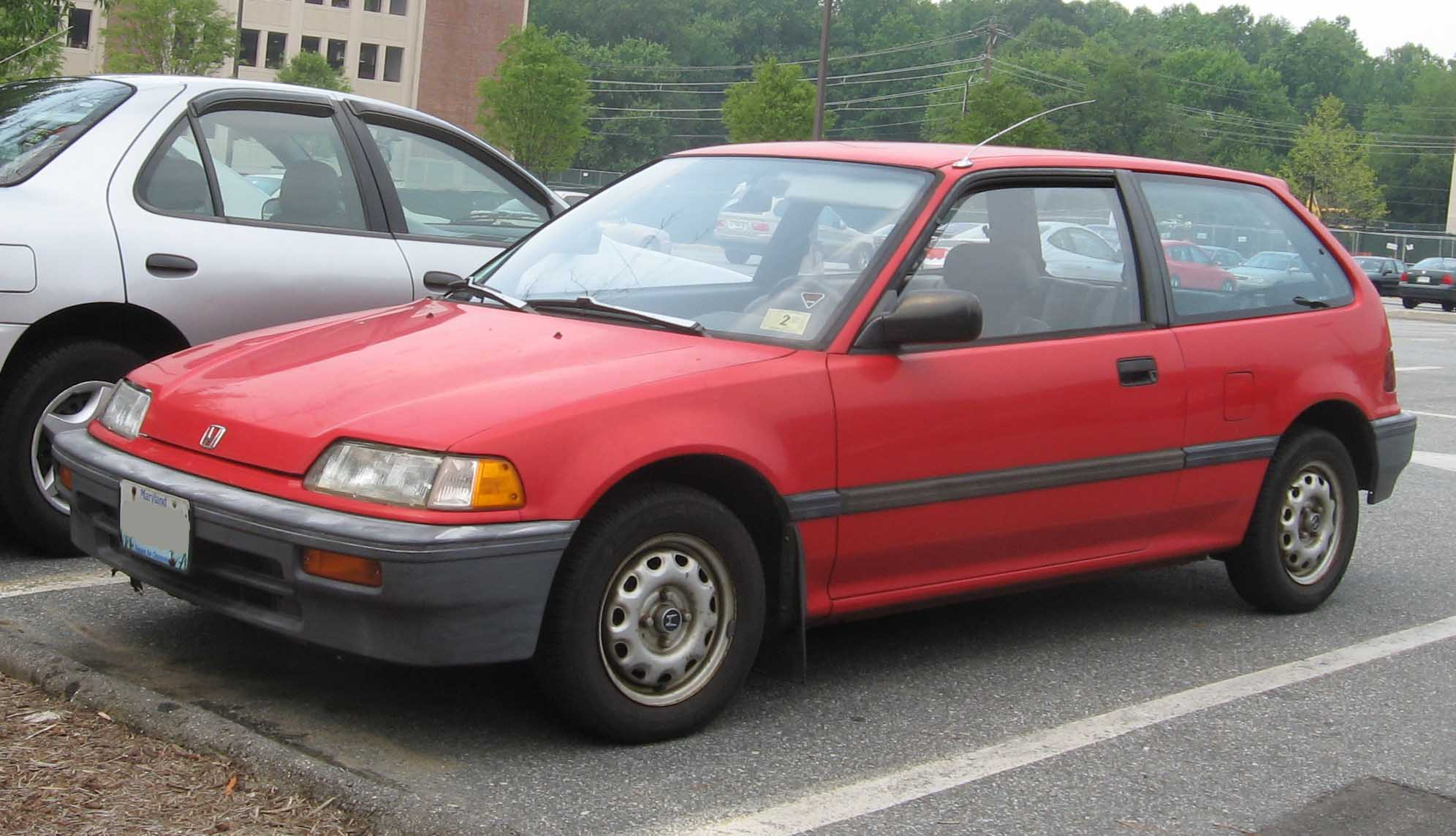
혼다 시빅 정측면

4단 자동변속기와 5단 수동변속기가 적용되었고, 4세대부터는 어퍼 암을 타이어 위에 배치한 특징적인 더블 위시본 서스펜션이 적용되었다. 파워 스티어링, 파워 윈도, 컬러 유리의 등 편의 사양이 확대 적용되었다.

## 5세대

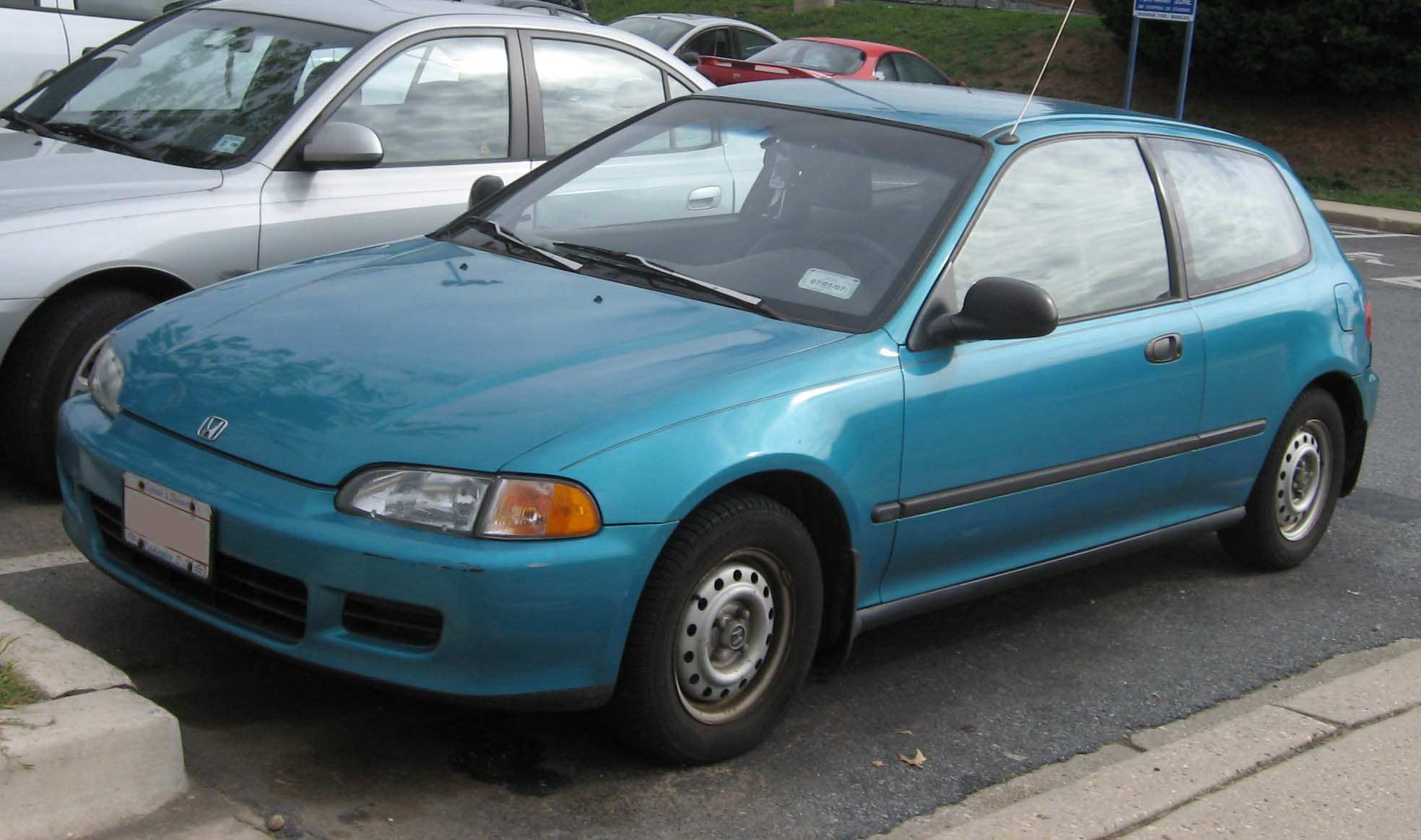
혼다 시빅 정측면

4도어 세단은 5세대부터 일본에서 시빅 페리오로 판매되었다. 스포티한 느낌이 강조되었고, 승차감과 조종성이 큰 폭으로 향상되었는데, 시빅으로는 2번째로 일본 올해의 차를 수상했다. 미국에서 생산된 2도어 쿠페가 일본으로 역수입되기도 했다. 1994년부터 영국 윌트셔주 스윈던 현지공장에서 유럽형 시빅이 새로 생산되기 시작했다. 만화 이니셜D에서는 쇼우지 싱고가 타는 차량으로 유명하다.

## 6세대

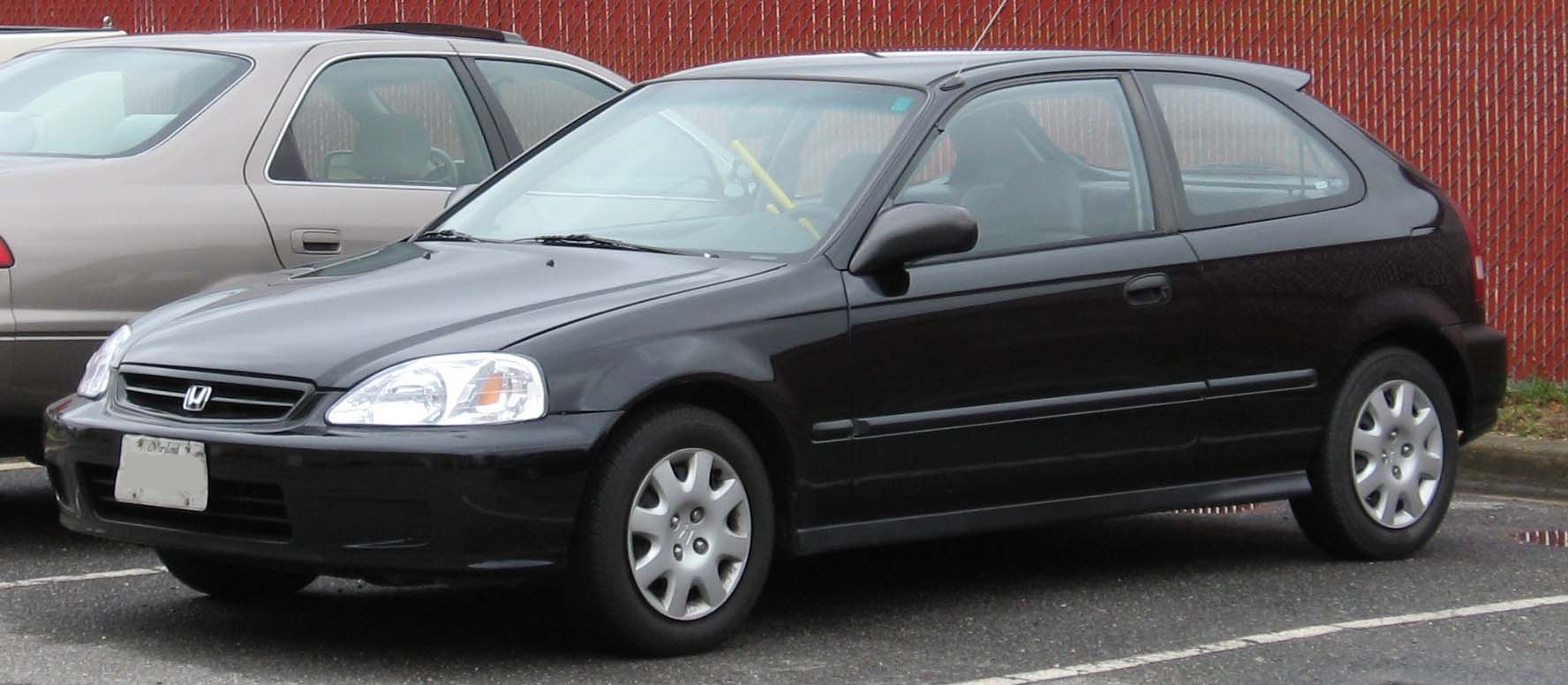
혼다 시빅 정측면

혼다 멀티 매틱으로 불리는 CVT가 탑재되었다. 기존 3도어 해치백의 단점이던 뒷좌석 공간은 차체 크기의 확대와 2,620mm의 긴 축거를 통해서 개선되었다. 시빅으로는 3번째로 일본 올해의 차를 수상했다. 1997년에는 고성능의 타입 R 모델이 출시되었고, 1998년에는 4도어 세단인 시빅 페리오를 베이스로 한 CNG 연료를 사용하는 시빅 GX가 출시되었다. 이니셜D의 니노미야 다이키와 타치 토모유키의 차량으로 유명한데, 타치 토모유키의 차량은 그 당시 시빅 타입 R을 극한으로 튜닝한 Spoon Civic Type R 패키지가 적용되어 있다,

## 7세대

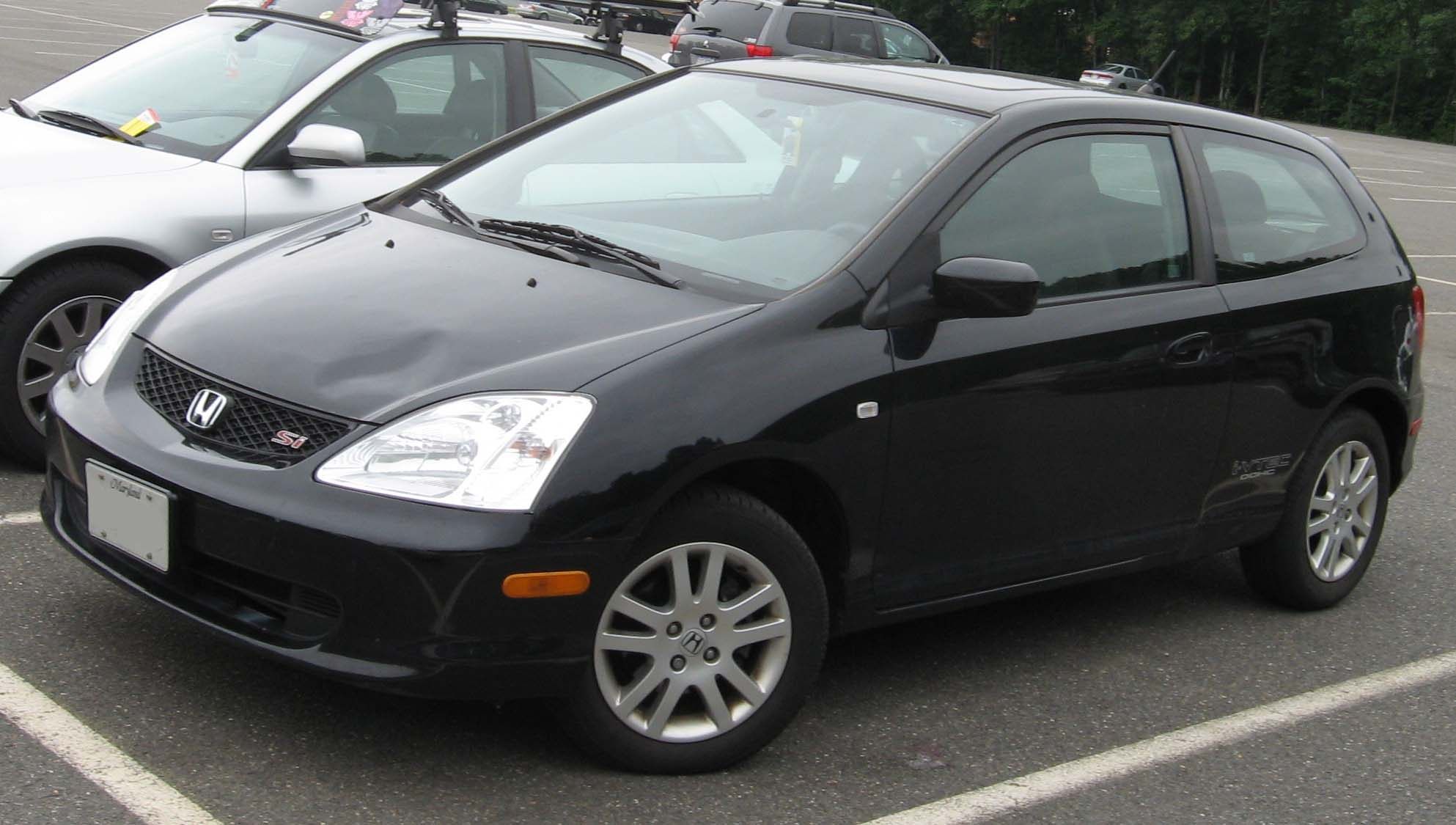
혼다 시빅 정측면

플랫 플로어 워크 스루 등을 통해서 미니밴에 가까운 효율성 높은 패키징에 의한 넓은 실내 공간이 실현되었다. 당초 일본에서는 5도어 해치백과 4도어 세단인 시빅 페리오만 판매되었고, 미국에서는 2도어 쿠페, 유럽에서는 3도어 해치백이 있었다. 4번째로 일본 올해의 차를 수상했다. 일본에서 판매된 타입 R은 영국으로부터 수입되어 판매되었다. 2001년에는 하이브리드가 출시되었다. 여전한 세계적인 베스트셀러였지만, 일본 국내에서의 판매는 침체되었다.

## 8세대

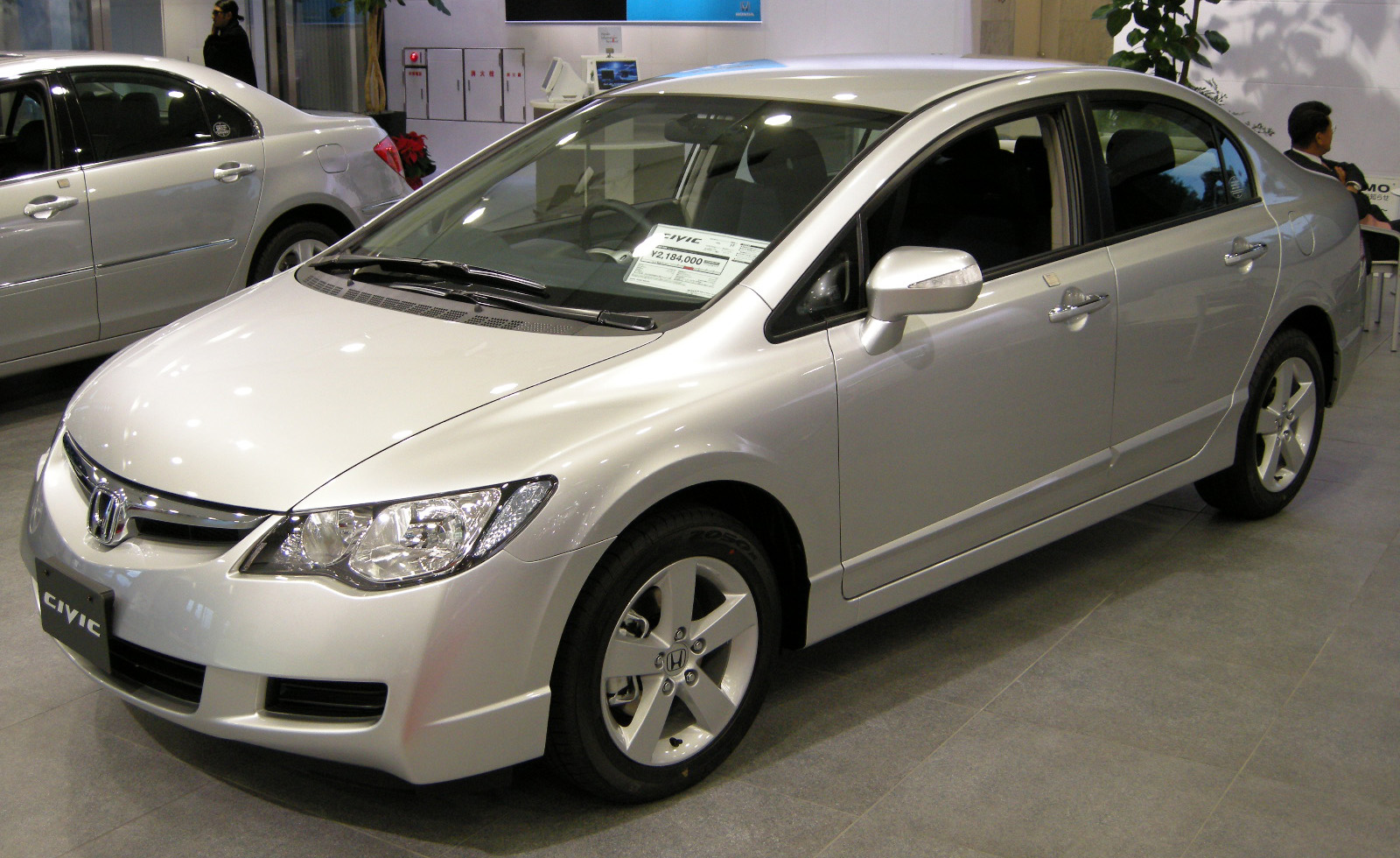
혼다 시빅 정측면

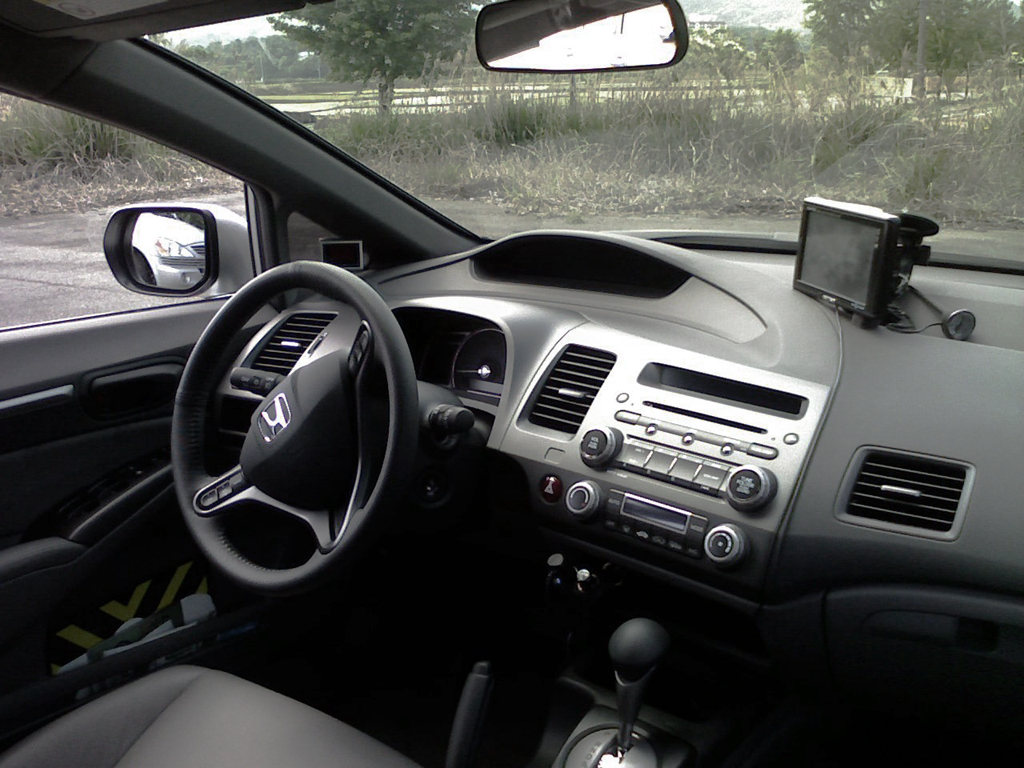
혼다 시빅 인테리어

그간 시빅은 3도어 해치백과 5도어 해치백으로 대표되었으나, 8세대부터 4도어 세단으로 바뀌었다. 하지만 여전히 미국에는 미국형 세단과 함께 2도어 쿠페, 유럽에는 영국 스윈든 현지공장에서 생산된 유럽형 5도어 해치백과 3도어 해치백이 판매되고 있다.
속도계와 회전계가 분리된 멀티플렉스 미터가 특징이고, 속도계는 디지털식이다. 대향식 와이퍼는 우천시의 시인성을 높였다. 초기형 와이퍼는 전체 교체가 불가능하여 날만 교체하였으나 후기형은 이를 수정해 일반적인 형태의 와이퍼로 전체 교환 가능케 수정하였다.
대한민국에서는 2006년에 일본형 4도어 세단이 처음 들어왔으며, 155마력 2.0리터 DOHC 모델과 1.3리터 IMA 하이브리드가 먼저 들어오고 2007년에 140마력 1.8리터 SOHC 모델이 추가됐다.
일본에서는 소형급 해치백인 피트의 인기에 밀려 2010년에 내수 판매가 중지되었고, 8세대를 끝으로 한동안 일본 시장에 나오지 않았다.

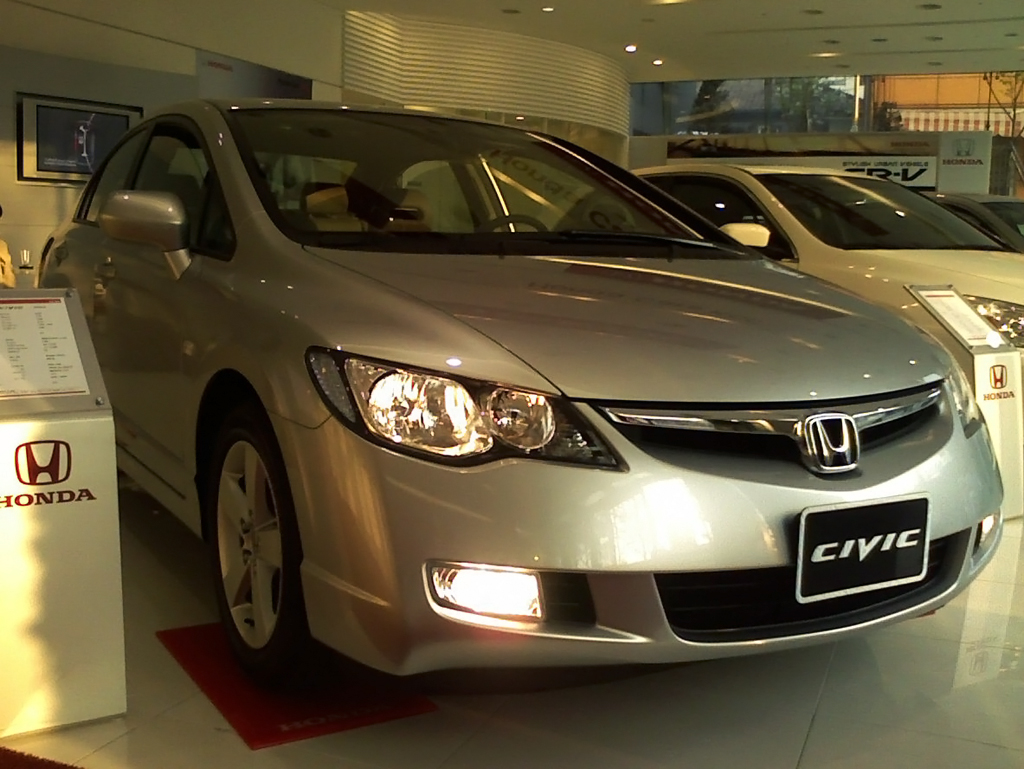
혼다코리아 용산 KCC 쇼룸에 전시된 혼다 시빅 정측면
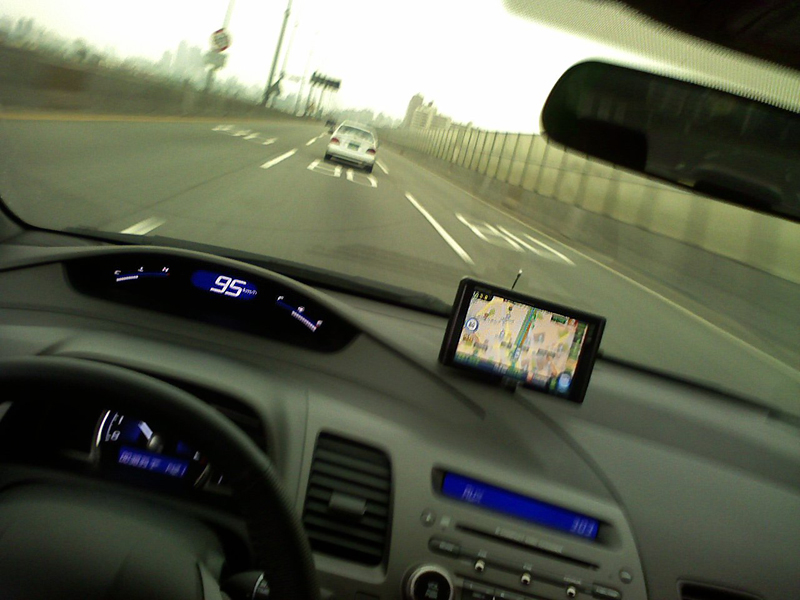
혼다 시빅 인테리어
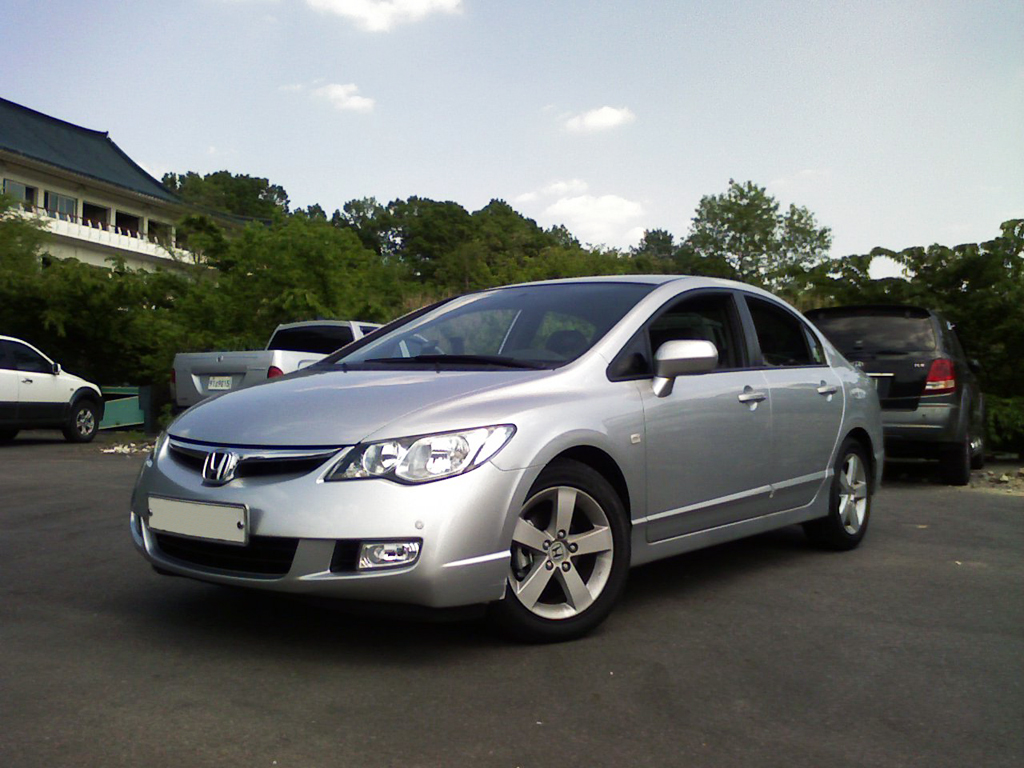
혼다 시빅 정측면
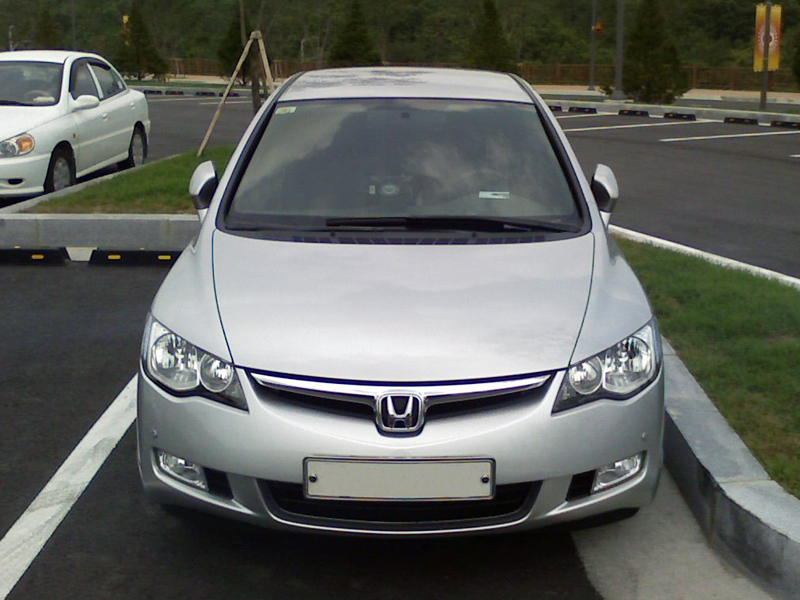
혼다 시빅 정면, 높은 구도에서 촬영
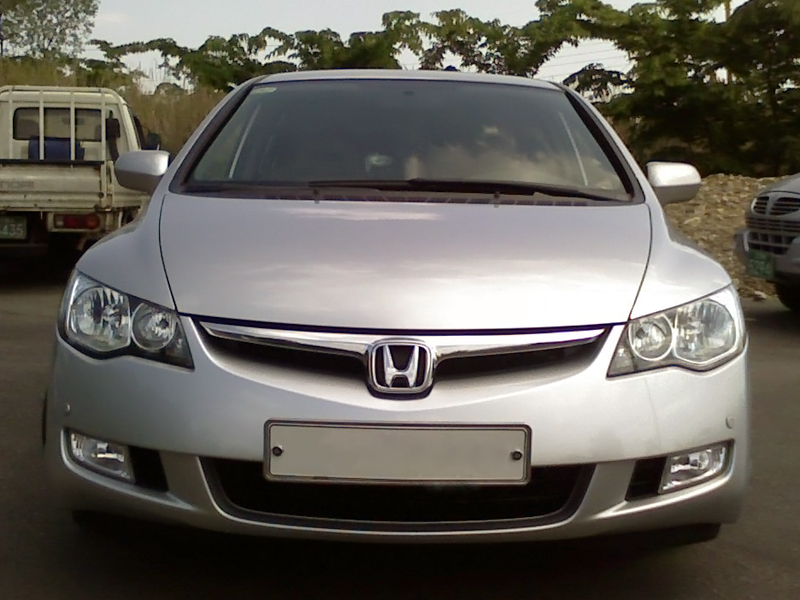
혼다 시빅 정면, 낮은 구도에서 촬영
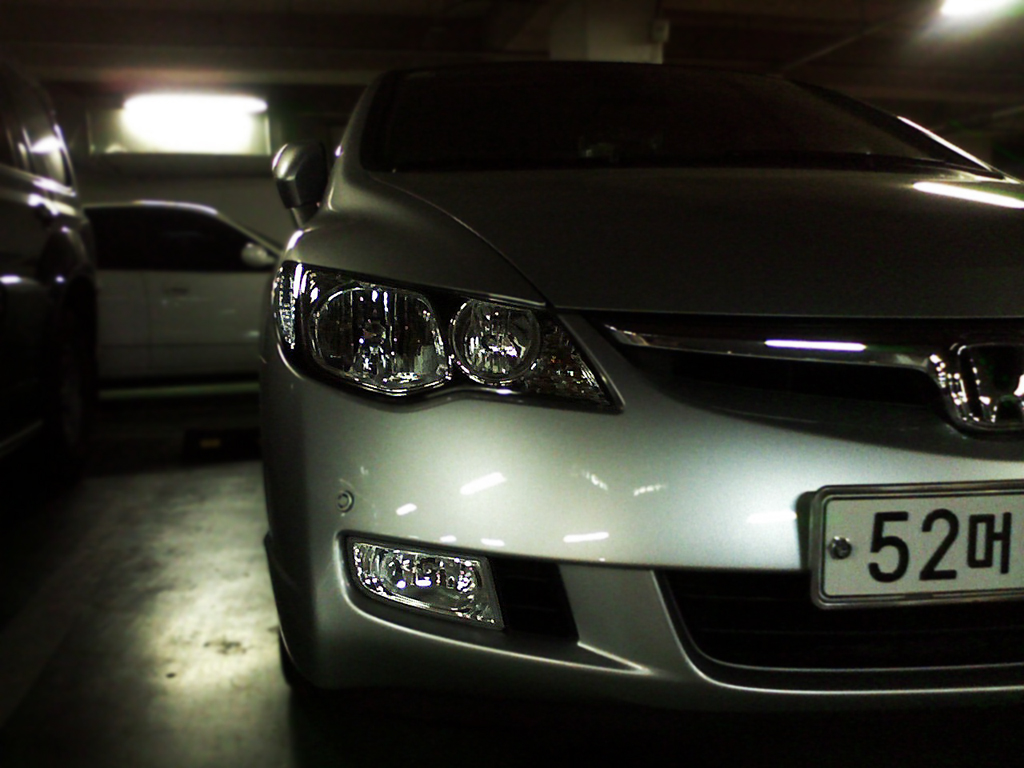
혼다 시빅 정면 확대
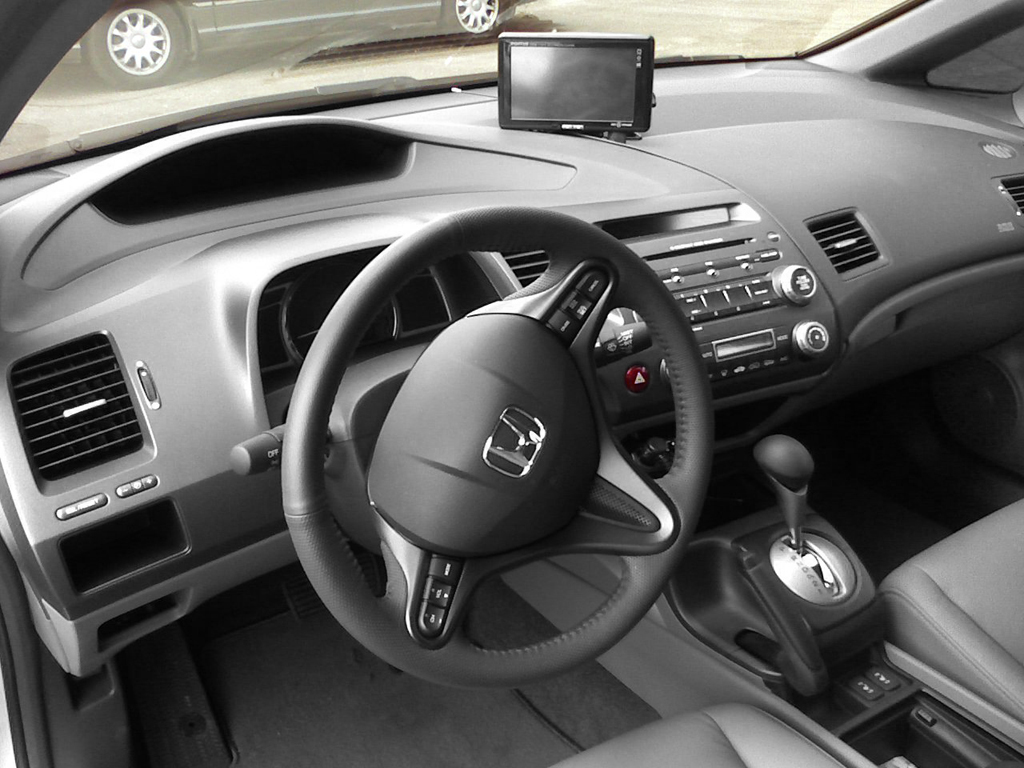
혼다 시빅 인테리어
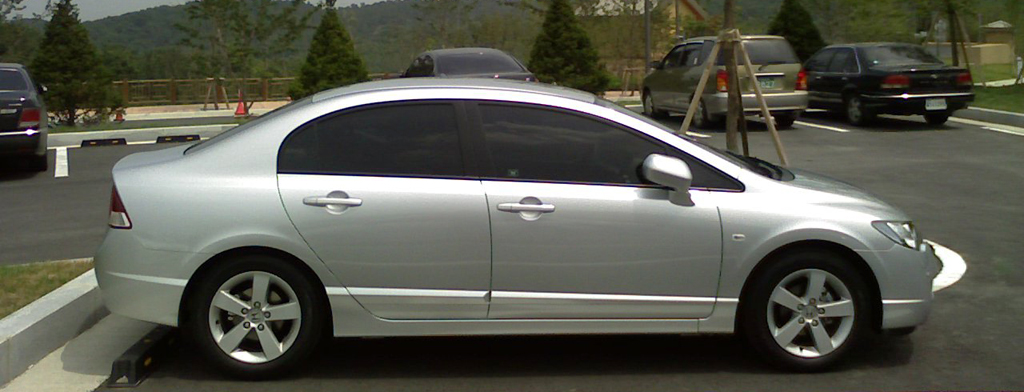
혼다 시빅 측면

## 9세대

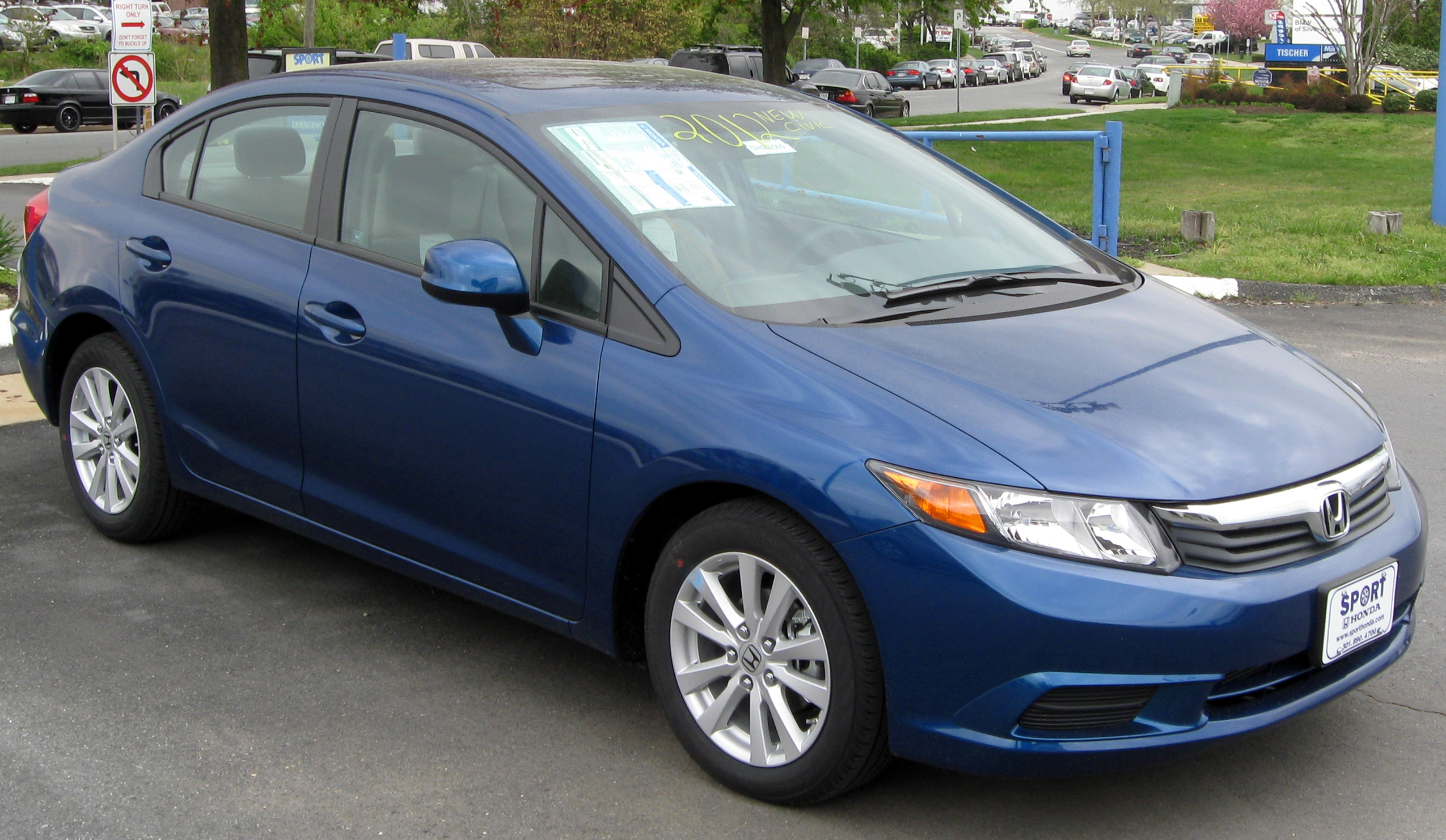
혼다 시빅 정측면

2011년에 뉴욕 국제 오토쇼에 양산형이 공개됨과 동시에 미국 판매가 시작되었다. 8세대가 일본에서 생산이 중지되어 9세대는 완전히 해외 시장 전용 차종이 되었다. 본래는 일본에도 9세대 시빅을 도입하려고 시도했었으나, 모종의 이유로 불발되었고 대신 그레이스를 출시하여 판매하였다. 대한민국에는 2011년 11월에 상륙했다. IMA 하이브리드는 1.3L에서 1.5L로 배기량이 증가했고, 일반형은 140마력 1.8L SOHC 엔진만 적용되며 하이브리드용 무단변속기 및 5단 자동변속기는 그대로 적용되었다. 8세대보다 전장이 짧아졌으나, 전폭과 전고는 거의 동일하다. 스마트하고 에어로 다이내믹한 8세대의 컨셉트와 디자인을 계승하여 풀 모델 체인지를 거쳤음에도 8세대와 꽤 비슷한 인상이다. 속도계와 타코미터가 분리된 멀티플렉스 미터 및 디지털 클러스터도 그대로 이어받았으며, 녹색 ECON 버튼을 추가하여 경제 운전을 유도하도록 하였다.
그러나 미국에서 크게 혹평을 받아 판매 부진에 시달렸고, 문제점을 개선시킴과 동시에 페이스리프트를 단행하였다. 대한민국에서도 반응이 좋지 않아 불과 1년 만에 판매가 중지되었고, EU와의 FTA 체결 후에는 2013년 1월에 혼다의 영국 윌트셔주 스윈던 현지공장에서 생산된 유럽형 시빅의 5도어 해치백을 시빅 유로라는 차명으로 들여와 판매하기도 했다.
대한민국에 들어오는 시빅 유로는 140마력 1.8L SOHC 엔진만 적용된다. 크게 혹평을 받은 4도어 세단은 대한민국에서 2013년 4월에 개최된 서울 모터쇼를 통해 페이스리프트 차종을 공개함과 동시에 판매가 재개되었다. 4도어 세단은 9세대 초기형까지 일본에서 생산되다가, 페이스리프트를 거친 후에는 하이브리드 사양을 포함하여 혼다의 미국 인디애나주 그린스버그 현지공장에서 들여왔다. 하지만 9세대는 대한민국에서도 8세대에 비해 인기가 적어서, 2016년 초에 재고를 모두 소진한 후 수입이 중단됐다.

## 10세대

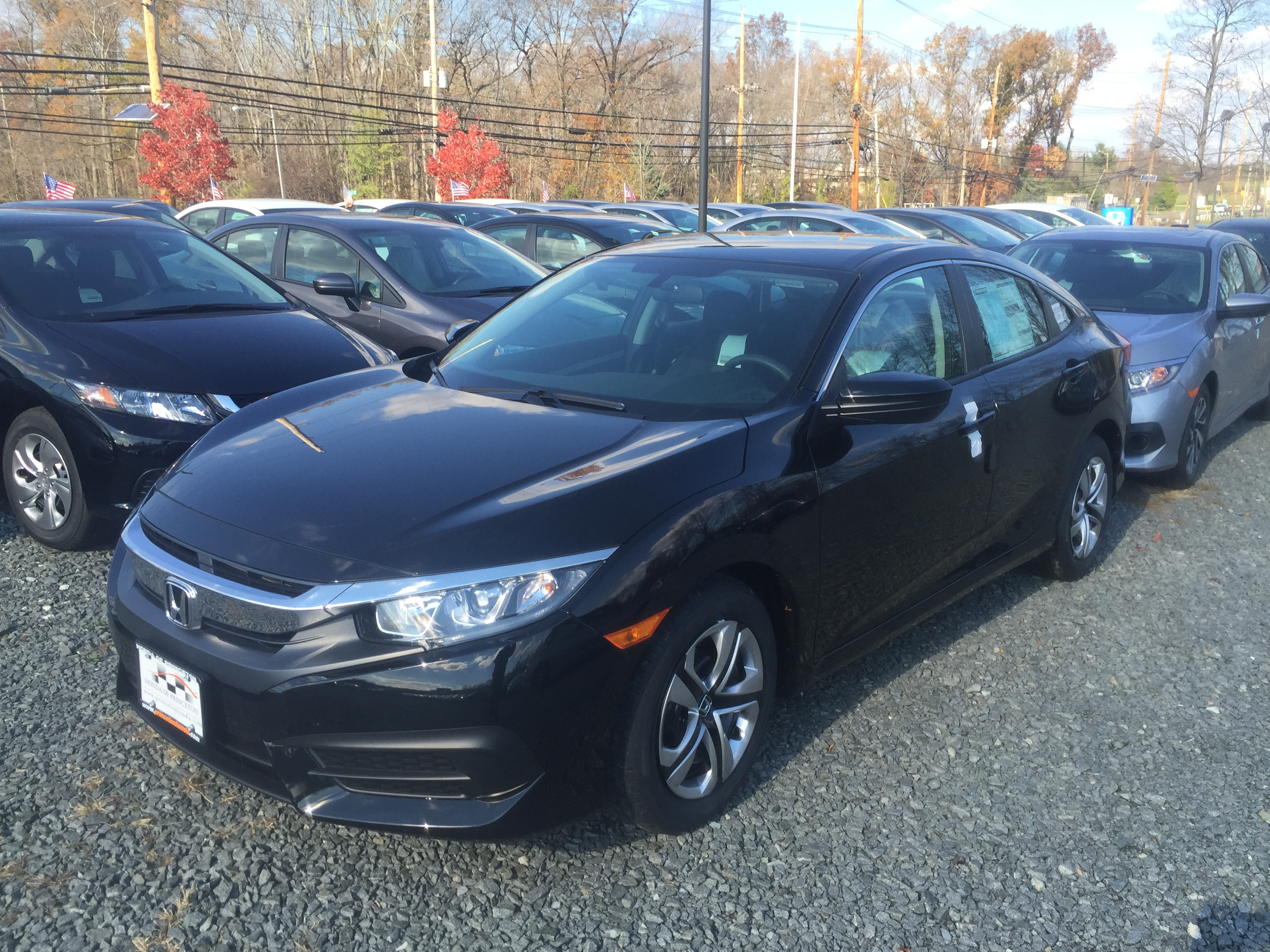
혼다 시빅 정측면

혼다의 새로운 패밀리 룩이 적용되어 라디에이터 그릴에서 헤드 램프까지 이어지는 크롬 라인이 날렵한 인상을 자아내는 등 세련된 디자인으로 변모하였고, 전장과 전폭은 늘어난 대신 전고는 낮아져 안정적인 비율을 구현하는 등 9세대에서 혹평받았던 요소들을 개선시켰다.
이를 통하여 공기 저항이 12% 감소하였고, 초고장력 강판의 적용 부위가 확대되어 비틀림 강성이 25% 향상되었다. 실내 공간은 108L, 트렁크 공간은 76L가 늘어났다. 계기판은 3등분 구조로 설계하여 주요 정보가 표시되는 중앙 부분의 시인성을 높였고, 센터페시아에 터치 스크린을 갖추어 버튼의 수를 최소화하였다. 버튼 크기를 키워 조작성을 향상시켰고, A 필러의 두께를 줄여 사각지대를 최소화하였다. 듀얼 존 오토 에어컨, 앞좌석 전동 시트, 전자식 주차 브레이크, LED 헤드 램프 등 급을 뛰어 넘는 편의 사양이 적용되었다. 충돌 방지 제동 시스템과 차선 이탈 방지 시스템, 어댑티브 크루즈 컨트롤 등의 안전 사양도 적용되었다.
2016년 1월에 개최된 북미 국제 오토쇼에서 북미 올해의 차를 수상하였다. 2017년부터 일본에서 다시 생산 및 판매되고 있으나 세단형은 2020년 8월 생산이 종료되었으며, 해치백과 타입 R은 계속 영국에서 역수입하여 판매될 예정이다. 대한민국에는 2017년 6월에 다시 출시되었고, 출시 초기에는 160마력 2.0리터 DOHC 엔진이 달렸다가 177마력 1.5리터 가솔린 터보 엔진으로 교체했다. 그리고 1.5 터보가 출시됐을 때 대한민국 판매분에도 혼다 센싱을 적용하기 시작했다. 그러나 혼다코리아의 터무니없는 가격 책정 때문에, 닛산 알티마보다 비싼 가격으로 9세대에 이어 10세대 역시 대한민국에서도 빛을 보지 못하고 수입이 중단됐다.

## 11세대

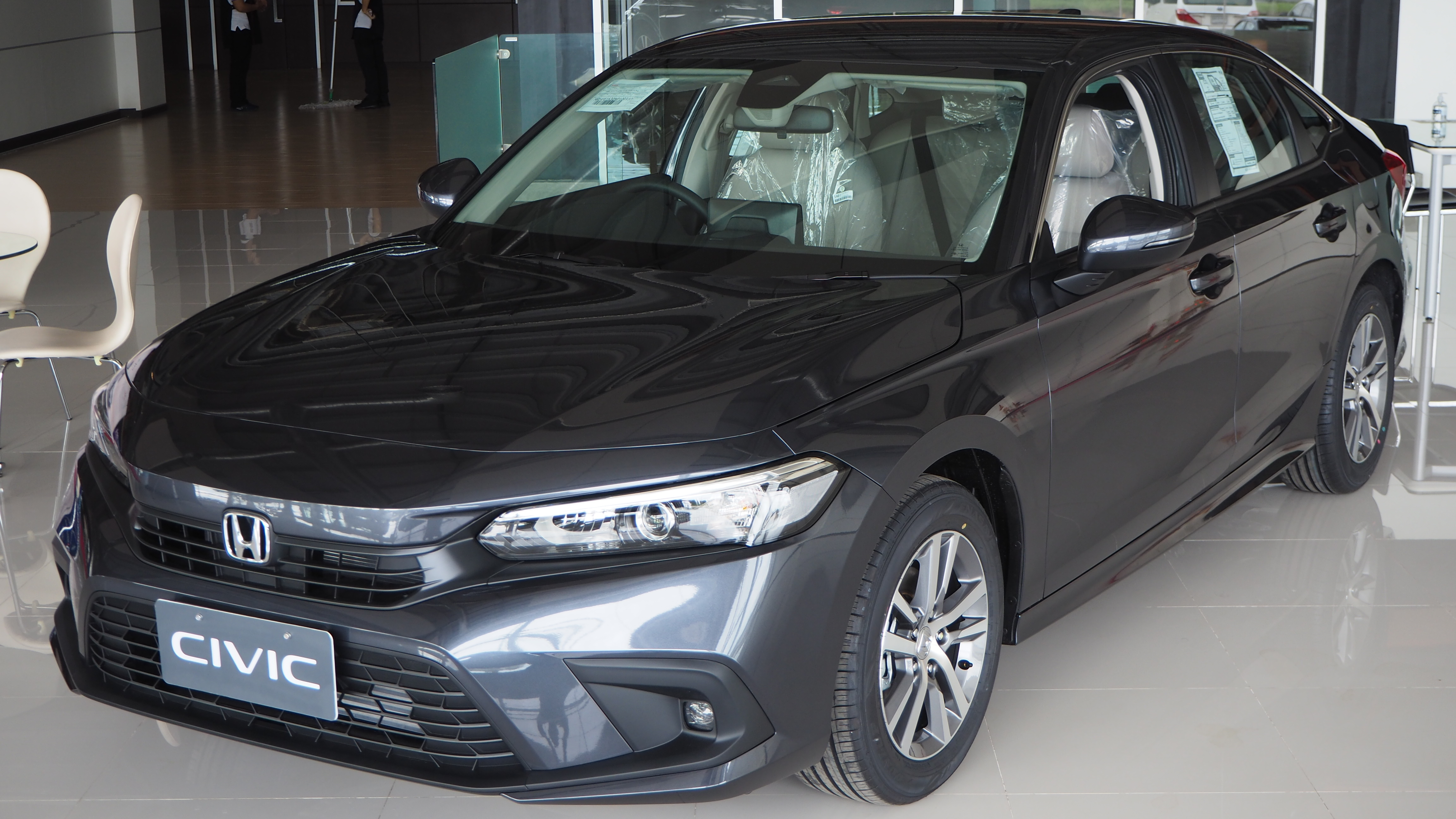
혼다 시빅 정측면

2020년 11월 17일에 프로토타입으로 발표되었고, 2021년에 양산형 모델이 공개되었다. 일본에서는 세단 모델 없이 해치백만 생산 및 판매된다.

## 경쟁 차종
- 현대자동차 - 아반떼, i30
- 기아자동차 - K3
- 쉐보레 - 크루즈
- 토요타 - 코롤라
- 폭스바겐 - 제타, 골프
- 오펠 - 아스트라
- 푸조 - 308
- 르노 - 메간